# Vier-Nationen-Turnier 2007
Das Vier-Nationen-Turnier 2007 für Frauenfußballnationalteams fand zwischen dem 26. Januar und dem 30. Januar in der chinesischen Stadt Guangzhou statt.

## Spielergebnisse 2007
| Pl. | Land        | Sp. | S | U | N | Tore    | Diff. | Punkte |
| --- | ----------- | --- | - | - | - | ------- | ----- | ------ |
| 1.  | USA         | 3   | 1 | 2 | 0 | 003:100 | +2    | 05     |
| 2.  | China       | 3   | 1 | 1 | 1 | 002:200 | ±0    | 04     |
| 3.  | Deutschland | 3   | 0 | 3 | 0 | 000:000 | ±0    | 03     |
| 4.  | England     | 3   | 0 | 2 | 1 | 001:300 | −2    | 02     |

|                 |   |             |     |
| 26. Januar 2007 |   |             |     |
| USA             | – | Deutschland | 0:0 |
| China           | – | England     | 2:0 |
| 28. Januar 2007 |   |             |     |
| England         | – | USA         | 1:1 |
| China           | – | Deutschland | 0:0 |
| 30. Januar 2007 |   |             |     |
| Deutschland     | – | England     | 0:0 |
| China           | – | USA         | 0:2 |

## Torschützinnen
1. Han Duan, Zhang Ying (CHN), Alex Scott (ENG), Lori Chalupny, Natasha Kai, Heather O’Reilly (USA) – je 1 Tor